# إيفان فاسيليف (لاعب كرة قدم)
إيفان فاسيليف هو لاعب كرة قدم بلغاري في مركز الهجوم، ولد في 16 مايو 2001 في بلوفديف في بلغاريا. لعب مع نادي بوتيف بلوفديف.

## وصلات خارجية
- إيفان فاسيليف (لاعب كرة قدم) على موقع قاعدة بيانات كرة القدم.إي يو (الإنجليزية)
- إيفان فاسيليف (لاعب كرة قدم) على موقع Soccerway.com (الإنجليزية)